# Српске штампарије у 16. веку
Српске штампарије у 16. веку представљају развој штампане књиге код Срба. Након Гутенберговог изума штампарске пресе у 15. веку у Мајнцу, штампарије се веома брзо развијају широм Европе. Српско штампарство почиње већ крајем 15. века. У том периоду Црна Гора је била једина држава на овим просторима која није била под турском влашћу, те прва штампарија почиње са радом 1493. године при Цетињском манастиру. Била је то штампарија Црнојевића коју је основао Ђурађ, син зетског владара Ивана Црнојевића.
У 16. веку појављује се велики број штампарија широм Србије, али се српско штампарство развија и ван граница државе, посебно у Венецији. Друга штампарија на Балкану била је Горажданска штампарија. Настала је на иницијативу Божидара Љубавића и била је то прва српска штампарија под Турцима. Једна од српских најдуговечнијих штампарија била је штампарија Божидара Вуковића Подгоричанина, основана у Венецији. Након смрти Божидара Вуковића штампарију наслеђује његов син, трговац Винћенцо Вуковић, који није био успешан у овом послу као његов отац.
На територији овим просторима у 16. веку штампарије су се оснивале при манастирима, а неке од значајнијих биле су Рујанска штампарија – штампарија при манастиру Рујан у селу Вртуци, и штампарија манастира Мркшина црква у Косјерићу.
Оно што је типично за најраније српско штампарство је да су књиге углавном богослужбеног карактера, а писменост је још увек ограничена само на свештенство. 

## Штампарија Црнојевића (1493—1496)
Ђурађ Црнојевић је у последњој деценији 15. века на Цетињу основао штампарију која се сматра првом јужнословенском штампаријом. Књиге су објављене на српскословенском језику и штампане су ћирилицом. Утврђено је да је штампарија штампала 5 књига: два Октоиха, Псалтир, Молитвеник и једно Четворојеванђеље. Прва књига ове штампарије била је Октоих првогласник из 4. јануара 1494. године и то је уједно и прва књига штампана на српскословенском језику. Октоих првогласник је и најбоље очувана књига из штампарије Црнојевића. Ова штампарија престаје са радом 1496. године. 

## Горажданска штампарија (1519—1523)
Другу штампарију на овим просторима основао је трговац Божидар Љубавић 1519. године. Он је своје синове, свештеника Ђурђа и јеромонаха Теодора послао у Венецију да набаве потребне машине и изуче штампарски занат. Они већ у Венецији започињу штампање прве књиге, али се штампарија убрзо пребацује у православну цркву Светог Ђорђа у селу Сопотница, близу Горажде, те се зато штампарија зове Горажданска штампарија, а Божидар Љубовић добија надимак Горожданин. Ова штампарија радила је до 1523. и издала је три књиге: Литургија, Псалтир и Молитвеник. У овој штампарији књиге су штампане на српскословенском језику, ћириличним словима, основни текст је рађен у црној боји, а књиге су се декорисале заставицама и иницијалима. Књига Литургија значајна је и због тога што је на крају књиге Теодор штампао свој ауторски текст Мољеније Ђура Љубавића часним презвитерима, у коме је ожалио смрт свог брата. Према мишљењу Ђорђа Трифуновића, једног од најистакнутијих познавалаца српске средњовјековне књижевности, овај текст се може сматрати нашим првим штампаним књижевним делом. 
Ипак, штампарија није потпуно угашена 1523. године. Димитрије Љубавић, унук Божидара Горажданина, је због страха од Турака пренео породичну штампарију у Трговиште (данашња Румунија) где су штампане нове књиге 1545. и 1547. године.
Одређен број оригиналних примерака ових књига сачуван је до данашњих дана, а у оквиру пројекта Горажданска штампарија 1519-1523, који је спроведен у периоду 2003-2008, штампана су фототипска издања све три књиге Горжданске штампарије и једна књига научних радова о њима. 

## Штампарија Божидара Вуковића Подгоричанина (1520—1561)
Отприлике истовремено са Горожданском штампаријом почиње са радом и штампарија Божидара Вуковића Подгоричанина у Венецији. Ова штампарија била је једна од наших најдуговечнијих и радила је скоро 40 година. Рад у Вуковићевој штампарији се може поделити на два раздобља: од 1520. до 1521. и од 1536. до 1540. године. Између та два раздобља књиге нису штампане из непознатих разлога. У овој штампарији су се првенствено штампале књиге религиозног садржаја: Псалтир у два дела, Литургијар, Зборник, Октоих петогласник, Празнични минеј, Требник. Вуковић је у штампарству превазишао своје претходнике. Његове књиге одликују се лепотом, украшеношћу као и популарношћу.  Две књиге се посебно издвајају по свом луксузу, те се претпоставља и да су штампане за неку посебну намену: тo су Октоих петогласник из 1537. године и Празнични минеј из 1538. године.  Штампарска делатност Божидара Вуковића била је мотивисана патриотским осећањима, а један од највећих изазова било је слање књига из Венеције у Србију. Главни дистрибутер књига у Србији у то време био је манастир Милешева.
Након смрти Божидара Вуковића, штампарију наслеђује његов син, Вићенцо Вуковић и води је све до 1561. године. Књиге штампане у време Божидара Вуковића су биле толико популарне, да је његов син поново штампао књиге рађене у време његовог оца. Међутим, Вићенцо није био успешан у штампарству као његов отац. Он се бавио трговином, а рад и вођење штампарије је препустио другима. 

## Рујанска штампарија (1537)
Рујанска штампарија се налазила при манастиру Рујан у селу Врутци и са радом је почела 1537. године. Штампарију је основао монах Теодосије, који је и штампао књиге. У овој штампарији штампана је једна књига, Рујанско четворојеванђеље. Ова књига је штампана импровизованом техником уз помоћ дрвених слова, штампана је у две боје, имала је 300 страна и садржала је и заставице и иницијале. Штампана је на венецијанском папиру на шта указује водени жиг.  Сачувано је неколико примерака ове књиге, а једини у потпуности сачуван примерак налази се у Националној библиотеци у Прагу. Ова штампарија није дуго опстала јер су Турци, када су сазнали за ову штампарију, спалили и манастир и штампарију до темеља, како би спречили даље штампање књига. Рујанско четворојеванђеље је прва књига штампана на територији данашње Србије, а на то колико је ово дело битно и цењено указује и чињеница да уколико неко жели да види примерак који се налази у Прагу, своју посету мора најавити и до шест месеци раније. 

## Штампарија манастира Мркшина црква (1562—1566)
Након што је Београдска штампарија престала са радом, јеромонах Мардарије преселио је 1562. године штампарију из Београда у манастир Мршкина црква у Косјерићу. Овде су биле штампане две књиге: Јеванђеље и Цветни триод. Ове књиге штампао је јеромонах Мардарије, последњи велики штампар старих српских штампарија. Штампарија у Мркшиној цркви радила је од 1562. до 1566. године и од престанка рада ове штампарије Србија до 1831. године није имала штампарију. И ову штампарију задесила је слична судбина као и Рујанску – Османлије су је срушили заједно са манастиром.